# Artista

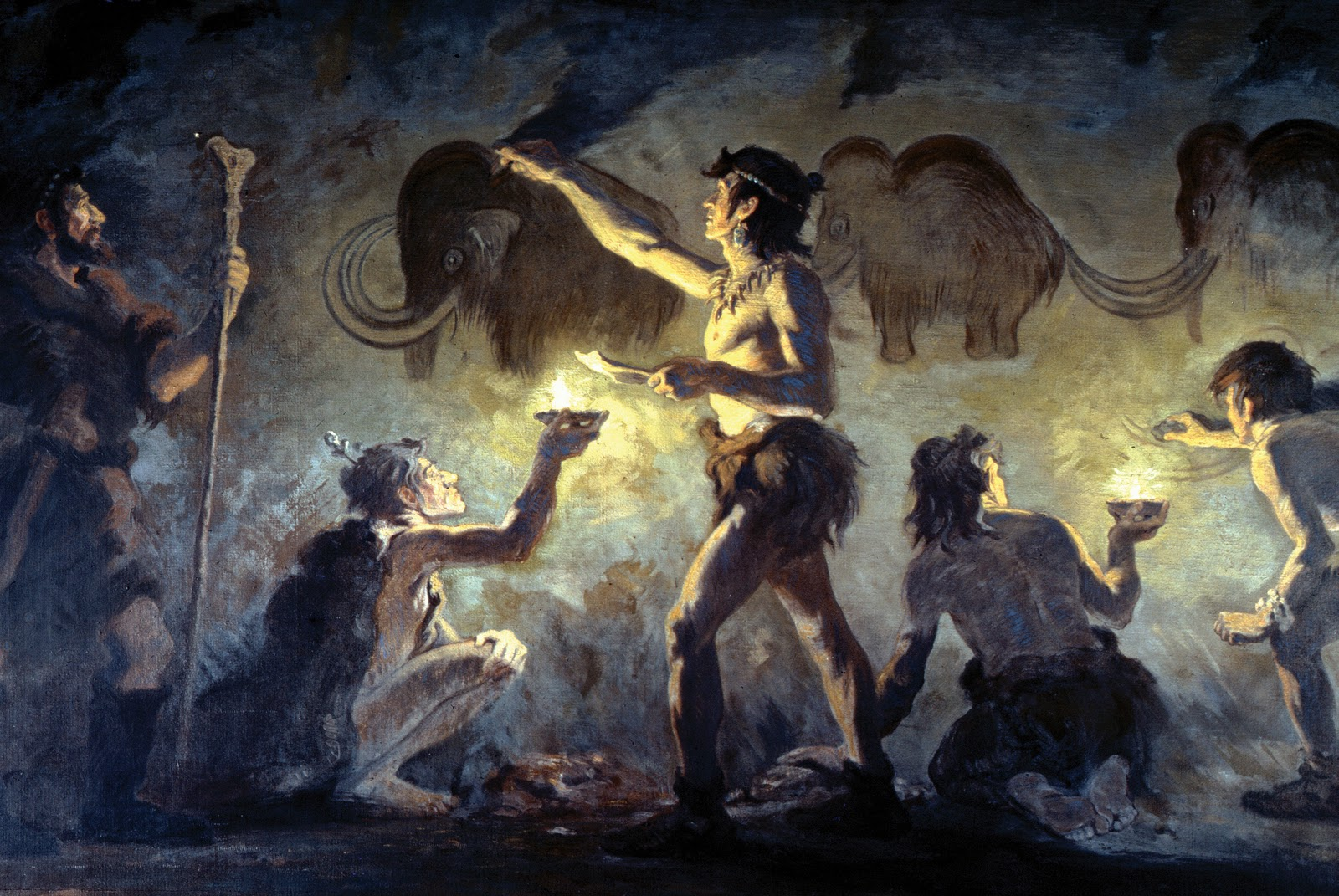
Reconstrução de uma cena pré-histórica, em que homens primitivos pintam animais em uma caverna

Um artista é, de modo geral, uma pessoa envolvida na produção de arte, no fazer artístico criativo. No entanto, essa definição tem variado imensamente ao longo dos séculos e nas diferentes culturas, e seu conceito está diretamente ligado ao conceito de arte, igualmente controverso e variável. Pesquisas científicas tem consistentemente falhado na tentativa de enquadrar o que se entende por artista dentro de parâmetros fixos e de valor universal, mas isso não impede que as tentativas continuem a se multiplicar.
Em tempos pré-históricos, quando os primeiros seres humanos começaram a deixar pinturas em cavernas e criar esculturas e adornos pessoais, acredita-se que o artista devia ser uma espécie de xamã, usando tais objetos para funções religiosas ou mágicas, mas é possível que mesmo em tempos remotos já se praticasse arte de maneira muito mais complexa, de certa forma semelhante à de hoje, entendendo-a como um painel onde se projetavam imagens e pensamentos importantes para aqueles povos.
Segundo escritores célebres como Platão e Aristóteles, na Grécia Clássica os artistas em geral eram considerados simples técnicos qualificados, trabalhadores mecânicos, ainda que se reconhecesse que seu trabalho exigia criatividade, inteligência e capacidade de organização. Esta impressão se cristalizou, mas pesquisas recentes sugerem que a situação pode ter sido diferente. Segundo relatos antigos, os escultores, por exemplo, eram muito respeitados como criadores que obras que pareciam vivas, mas não havia sequer uma palavra para designar arte, e o termo usado, "tecnhê", significava apenas técnica ou habilidade para realizar algo de acordo com um plano e regras definidas, sendo aplicável a qualquer atividade produtiva.
Seja como for, naqueles tempos a arte já era objeto de grande interesse teórico — foi ali que surgiu o embrião da Estética como um ramo autônomo da Filosofia — e era submetida a uma série de regras convencionadas coletivamente, que identificavam beleza com perfeição, harmonia e virtude, enfatizavam a preocupação ética e social, estabeleciam rígidas hierarquias de valor e tinha um caráter idealista. Punha-se os artistas a serviço do Estado, da Religião e das elites como veículos das ideologias dominantes, trabalhando em obras que tinham, entre outros objetivos, o de desempenhar uma função social educativa e moralizadora, num período em que a população era em grande parte analfabeta. Explica-se assim a função social que se esperava para a arte e a obediência aos cânones consagrados que se esperava dos artistas.

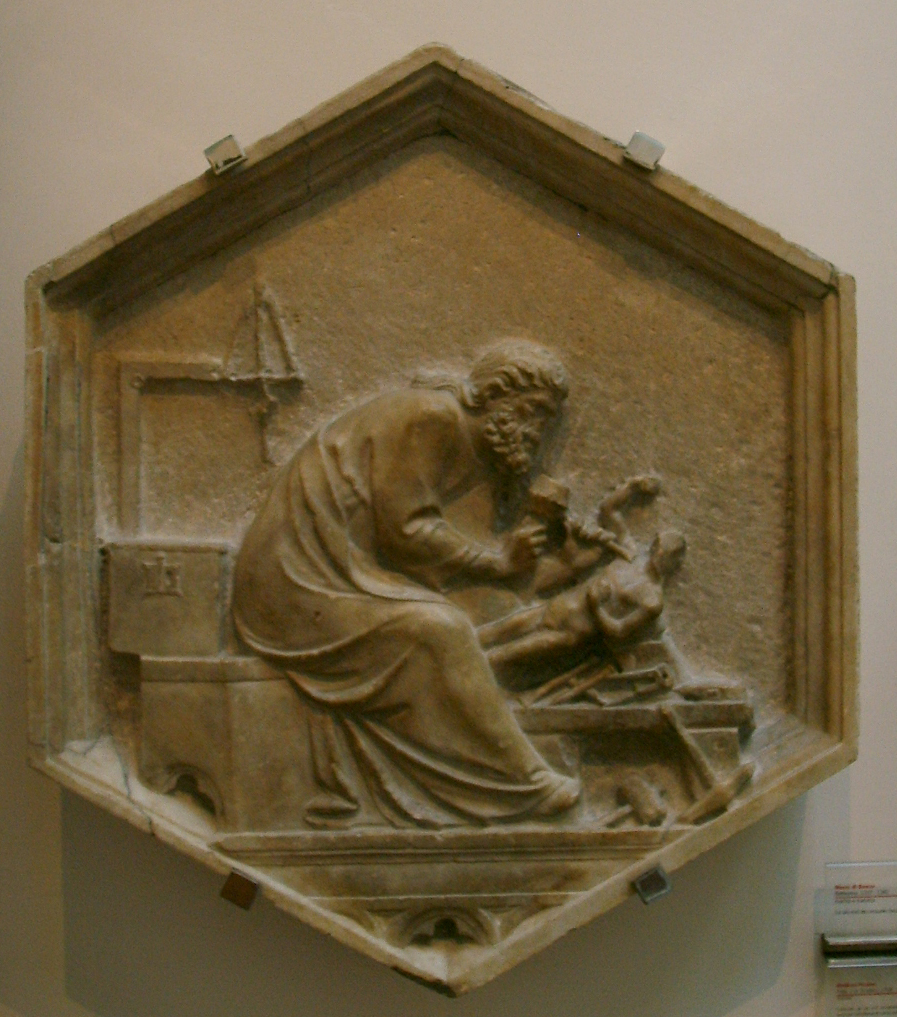
O trabalho do escultor no Renascimento. Relevo de Andrea Pisano, 1334-1336.

Esta situação permaneceu mais ou menos inalterada até o Renascimento, quando se iniciou uma grande recuperação dos valores do antigo Classicismo. Os artistas em geral ainda estavam submetidos a um complexo conjunto de princípios técnicos e estéticos rigorosos, estudados em um longo período de aprendizado nas guildas de artesãos, onde o ensino era informal, e se vinculavam fortemente à tradição deixada por mestres consagrados. Para eles, o exemplo dos melhores artistas era um padrão a ser observado e imitado, a fim de que as novas obras atingissem o mesmo patamar de qualidade encontrado na produção mais prestigiada. Estas ideias não eram novas, mas encontraram uma estruturação formal inovadora com o surgimento do academismo, uma metodologia de ensino sistemática e graduada, semelhante à das universidades. Como disse Lilia Schwarcz, o sistema acadêmico, que a despeito de inumeráveis polêmicas manteria seu prestígio até fins do século XIX, revelava um entendimento da arte, à inspiração dos clássicos, como um fenômeno demonstrável e transmissível de acordo com regras precisas, que tinham um caráter quase científico, onde a autoridade de tradição era acatada sem grandes questionamentos. Ao artista cabia unicamente inserir-se nesta corrente dominante ou ficar à margem do mercado.
E, de fato, neste momento se iniciava a luta dos artistas pela sua liberdade e independência criativa. Vários fatores contribuíram para isso. De acordo com Pierre Bourdieu, a ênfase na referência ao antigo significava um paralelismo com uma ordem social concebida sobre fundamentos morais, mas o concomitante culto ao virtuosismo técnico serviu para deslocar parte do interesse principal do conteúdo para a forma, e a cada dia se tornava mais difícil concordar com os clássicos no preceito de que a beleza era um valor perene e universal. Desenvolvia-se também o conceito de gênio, alguém especialmente favorecido pela natureza e acima das convenções ordinárias, alguém que podia exercer sua criatividade com muito mais desenvoltura. O trabalho das academias, institucionalizando e sistematizando um novo método e realmente revolucionando o antigo sistema de ensino das guildas, muito contribuiu para elevar o status social dos artistas, aproximando-os dos intelectuais, dos humanistas, dos profissionais liberais e mesmo dos profetas, dando-lhes isso também mais autonomia.

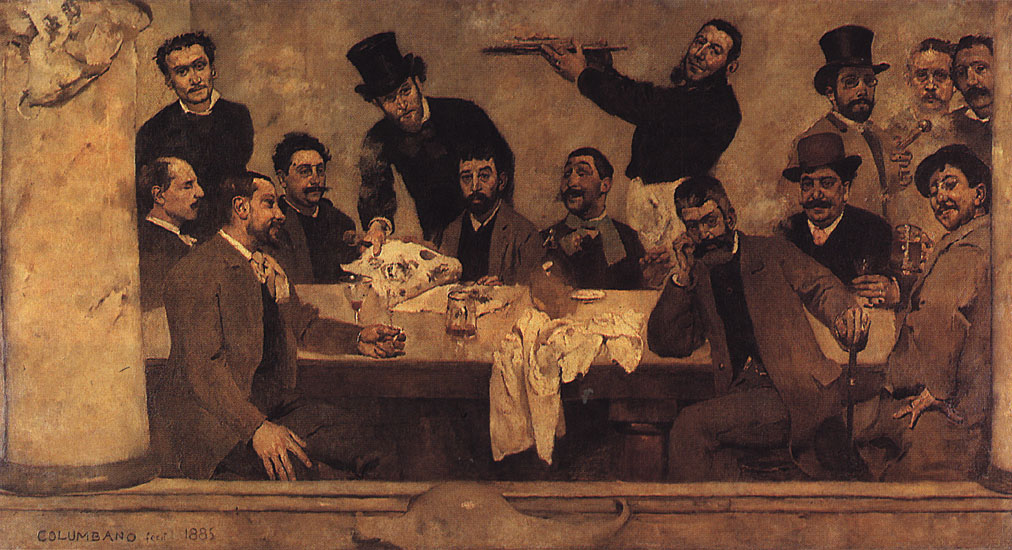
Artistas na boemia, em pintura de Columbano Bordalo Pinheiro retratando o Grupo do Leão.

Por outro lado, a segurança do emprego e a garantia de inserção do trabalho no mercado proporcionada pelo sistema das guildas, onde a grande maioria das obras era produzida sob encomenda direta, se perderam em grande medida, e a crescente valorização do gênio individual, junto com as críticas que cada vez mais artistas faziam ao rigor, ao racionalismo e ao conservadorismo da doutrina acadêmica, resultaram na progressiva fragilização e fragmentação do antes monolítico universo artístico, com o resultado de os artistas passarem a viver uma vida incerta, muitas vezes perambulando pelas cortes à procura de mecenas que os patrocinassem. Segundo Nikolaus Pevsner, esta a seria a origem da imagem do artista como um boêmio, um rebelde e um visionário incompreendido, vivendo entre orgulho e miséria, que atingiu seu ápice entre os românticos dos séculos XVIII-XIX, para quem a afirmação da individualidade e da originalidade se tornou uma obsessão. Foi quando, enfim, a palavra "artista" adquiriu um significado razoavelmente preciso e universal (no ocidente), apontando para o indivíduo possuidor não só de habilidade técnica, mas principalmente de imaginação criativa e de um talento especial inato.
Ao mesmo tempo, a ascensão do Esteticismo, pregando que a arte deve valer apenas por si mesma ("arte pela arte"), desvinculando-a de sua função utilitária (moral, educativa, etc), junto com profundas mudanças sociais e políticas, a dinamização da crítica de arte na imprensa, acessível a um grande público, e o crescimento do mercado de classe média, em grande parte independente dos salões oficiais acadêmicos e com preferências ecléticas, no final do século XIX abriram o campo para a pulverização das hierarquias de valor e para a libertação definitiva dos artistas dos cânones genéricos coletivos e tradicionalistas, assumindo a primazia a visão individual e o experimentalismo. Robert Rosenblum disse que este período marca a dissolução da função do artista como intérprete das virtudes morais coletivas. Porém, como assinala Renato Ortiz, foi um período de grandes contradições, com correntes radicalmente opostas em debate: "este processo de autonomização é contemporâneo ao florescimento de uma cultura pautada por leis de um mercado ampliado de bens simbólicos. A emergência do folhetim, do jornal diário, da fotografia, atividades vinculadas ao aspecto produtivo e econômico, põem em causa justamente a autonomia recém conquistada".

Instalação interativa de Maurice Benayoun que faz uso de tecnologia sofisticada e exige a participação do público na criação da obra.

Se essa liberdade deu origem a uma grande diversificação no universo artístico, multiplicando-se as propostas experimentais e as posturas artísticas diferenciadas, que representaram o ocaso da antiga tradição acadêmica e o rechaço maciço do passado e de todas as convenções homogeneizantes, por outro lado desencadeou crescente dificuldade de se definir e mesmo reconhecer o que é uma obra de arte e o que é um artista. A situação se tornou tão complexa e controversa que, chegando-se a meados do século XX, em que se iniciava o fenômeno da globalização e a cultura de massa determinava vastas mudanças sociais e culturais, inclusive nos modos de produção, significação e consumo de arte, muitos intelectuais desistiram inteiramente de sequer tentar essa definição, sem que isso impedisse que muitos outros a continuassem buscando, mas sem chegar a qualquer resultado consensual. Entre as mudanças mais importantes que se verificaram neste período estão o relativo desprestígio da obra como um produto final, decorrente de um projeto individual pré-estabelecido e almejando um resultado fixo previsível, e a introdução da noção do artista como co-criador da obra junto com seu público, tornando-se antes um mediador, um catalisador e um facilitador, debatendo a função e os propósitos do artista neste novo mundo, deixando amplo espaço para o improviso, a ludicidade, a irracionalidade, o automatismo, a informalidade, a interatividade e o acaso, e deslocando grande parte do interesse para a linguagem artística em si, para os conceitos e para o processo criativo, e não para o produto acabado em mídias tradicionais. Diante dos novos horizontes abertos pela tecnologia recente, George Landow afirmou que "a hipermídia representa o fim da era de autoria individual", e o desenvolvimento da inteligência artificial vem postulando a possibilidade de máquinas, como os computadores, serem capazes de criar verdadeiras obras de arte e serem consideradas "artistas".

## Tipologia e especialidades
- Artista de rua
- Artista gráfico
- Artista marcial
- Artista mirim
- Artista musical
- Artista plástico